# Віялохвіст зеленокрилий
Віялохві́ст зеленокри́лий (Polyplectron napoleonis) — вид куроподібних птахів родини фазанових (Phasianidae). Ендемік Філіппін.

## Поширення
Вид поширений лише на острові Палаван. Він відомий з приблизно 20 місць по всьому острову, із записами принаймні в 11 з 1980 року. Місцеві звіти свідчать про те, що він має ширше поширення. На початку 1970-х років, попри місцеве вимирання, він не вважався особливо рідкісним. Мешкає переважно в первинних і вторинних лісах на рівнинній і хвилястій місцевості, приблизно до 800 м, іноді зустрічається майже до мохового лісу та в карликовому лісі, де переважає Casuarina, на серпантинових скелях.

## Опис
Самець має приблизно 50 сантиметрів у довжину (з яких 24—25 см припадає на хвіст) і важить приблизно 436 грамів; самиці сягають приблизно 40 сантиметрів у довжину (з них 16,5—17 см хвоста) і важать 322 грами.
Голова має загострений зелений гребінь. Червоне кільце навколо очей особливо підкреслюється близькістю білих щік. Шия, плечі і крила чорні з синіми і зеленими металевими відблисками. Спина і круп чорно-коричневі з тонкими бежевими плямами і великими металевими зеленими очками, обрамленими чорним і бежевим. Двадцять два-двадцять чотири кермові пера одного кольору складають хвіст, який покритий однаковими вушками. Нижня сторона тіла чорна, як і дзьоб і ноги.
Самиці трохи менші за самців. Їхнє оперення переважно коричневе. Спина і груди темного кольору сепії. Кермові хвоста суттєво подібні до самців, демонструючи помітне затінювання та чудові очні плями, хоча й меншою мірою, ніж самці, оскільки їхнє оперення більше підходить для маскування в лісових заростях, а не для залучення протилежної статі. У самиці, як і у самця, на голові короткий гребінь, обличчя і горло білого кольору.

## Спосіб життя
Дієта переважно вегетаріанська. Харчується насінням, плодами, листям і корінням. Однак, як і інші види Polyplectron, він також споживає комах, черв'яків і слимаків, які абсолютно необхідні як джерело білка.
У самців є танцювальні арени, на яких вони змагаються один з одним, щоб завоювати прихильність самиці. Самці досягають статевої зрілості наприкінці свого першого року, але починають спаровуватися лише у віці 3 років, коли вони повністю набувають дорослого оперення та можуть конкурувати за самиць. Останні досягають зрілості і готові до яйцекладки у віці 2 років. Гніздо може розташовуватися як на землі, так і над землею. Самиця відкладає одне або два жовто-білих яйця, які висиджує протягом 18—20 днів. Самець не бере участі в насиджуванні, але допомагає у вирощуванні і вигодовуванні пташенят. Новонароджених дітей годують батьки. Однак через кілька днів дорослі особини починають кликати пташенят, заохочуючи їх покинути безпечне гніздо і піти годуватися на відкритий ґрунт. Протягом 10 тижнів пташенята набувають все своє юнацьке оперення.